# Buddy Van Horn
Buddy Van Horn (nascido em 20 de agosto de 1929) é um diretor de cinema e coordenador de dublês estadunidense. Dirigiu os filmes Any Which Way You Can, The Dead Pool, e Pink Cadillac e trabalhou em mais de 100 filmes como dublê ou coordenador.